# Павильон № 23 «Облпотребсоюз» (Торговый городок)
Павильон № 23 «Облпотребсоюз» — двадцать третий павильон Рязанской областной сельскохозяйственной, промышленной и строительной выставки, построенный в 1955 году под руководством архитектора Евгения Ларинского. Расположен на Западной аллее комплекса. В павильоне демонстрировали свои достижения лучшие предприятия потребительской кооперации, выпускавшие широкий вид продукции — от мебели до бытовой техники.
В настоящее время в павильоне работает центр развития народных и художественных промыслов «Резиденция традиций», открытый в 2023 году.

## История
Павильон был спроектирован архитекторами конторы «Рязаньоблпроекта» под общим руководством Евгения Ларинского летом 1955 года, а его строительство было завершено в сентябре. Предназначался для демонстрации достижений «передовиков торговли и закупок» — потребительского союза Рязанской области. Здесь демонстрировалась дефицитная мебель, радиотехника, музыкальные инструменты, часы, товары производственного назначения, которыми кооператоры снабжали колхозников. Большой объём продукции привозил сюда Рязанский промкомбинат. Помимо самих товаров в экспозиции можно было найти макеты продуктовых и универсальных магазинов, кафе, чайных. Отдельные фотостенды рассказывали о «важнейшей составной части деятельности потребительской кооперации» — заготовках и закупках сельскохозяйственных продуктов и сырья. На площадке перед павильоном выставлялись автомобили и запасные части к ним.
В 1990-е в здании находились различные розничные магазины. Собственники помещений самовольно перестроили здание, заложив пространство между пилястрами портика глухой стеной, навесили на окна решётки и пристроили в дворовому фасаду котельную. В плане реконструкции 1992 года от корпорации «Торговый городок» павильон предполагалось отреставрировать. План 2013 года предполагал снос всех построек Западной аллеи комплекса, кроме павильона № 3, и возведение на их месте современного торгового здания. Розничная торговля проработала в Облпотребсоюзе до начала 2020-х годов, когда комплекс был передан Правительству области и был взят под охрану. В 2022 году в павильоне приступили к реставрации.
В 2023 году реставрационные работы были завершены. Зданию вернули первоначальный облик, ликвидировав незаконные пристройки и раскрыв пространство портика. В помещениях павильона приступил к работе центр развития народных и художественных промыслов Рязанской области — «Резиденция традиций».

## Архитектура
Классическое строго оформленное здание расположено на Западной аллее комплекса. Павильон одноэтажный, с симметричной композицией фасада на небольшом цоколе. Центральная часть фасада — портик с четырьмя пилястрами с капителями коринфского ордена. Капители с профилированной вогнутой абакой с цветком над угловыми волютами над акантовыми листьями со снопом из колосьев с серпом и молотом по центру. Полупилястры расположены по всем фасадам здания. На фризе антаблемента нанесена надпись «Облпотребсоюз». Выше неё, на треугольном фронтоне сохранилась эмблема организации. Центральный вход выполнен тремя остеклёнными деревянными дверьми с оконными проёмами над ними. На фасадах здания устроены крупные арочные окна. Дворовый фасад здания глухой.